# 백동규
백동규(1991년 5월 30일 ~ )는 대한민국의 축구 선수이며 포지션은 중앙 수비수이다. 현 부천 FC 1995에서 활약하고 있다.

## 클럽 경력
2013년 11월에 열린 2014 K리그 드래프트에서 K리그 챌린지의 FC 안양에 지명되어 입단하였다. 데뷔 첫 해부터 주전 수비수로 활약하며 2014 시즌 리그 24경기에 출전하였다.
2015년 여름 제주 유나이티드로 이적하였다.